# Christoph Beyer (Chronist)
Christoph Beyer (* 1458 bei  Konitz in Westpreußen; † 2. Februar 1518 in Danzig) war ein deutscher Chronist.
Beyer hatte es als Kaufmann in Danzig zu beachtlichem Wohlstand gebracht. Sein Vermögen gestattete es ihm,  ausgedehnte Reisen durch Norwegen und Spanien zu unternehmen. 1497 wirkte er in Danzig als Schöffe, 1502 wurde er dort Ratsherr. Als Ratsherr befasste sich Beyer vornehmlich mit der Verwaltung öffentlicher Bauten und mit der Errichtung wehrtechnischer Befestigungsanlagen. Ihm werden verlorengegangene Genealogien und Landtagsrezesse zugeschrieben.  Auch gilt er als Autor einer  Chronik Danzigs für den Zeitraum von 1481 bis 1518. Deren frühere Existenz ist allerdings nur durch Literaturhinweise  späterer Chronisten belegt.